# Scopula semignobilis
Scopula semignobilis là một loài bướm đêm trong họ Geometridae.